# 宿奈川田神社

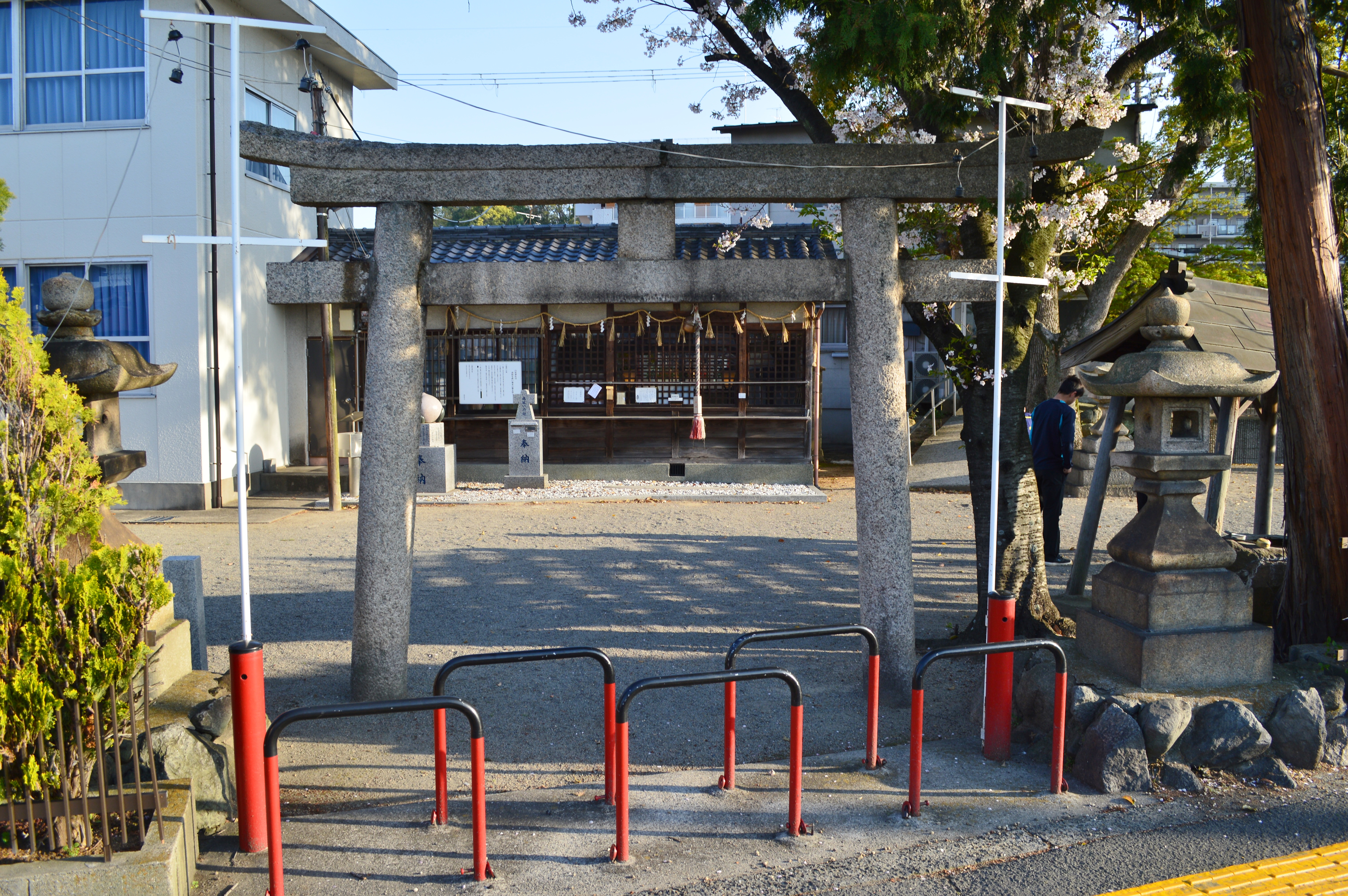
鳥居

宿奈川田神社（すくなかわたじんじゃ）は、大阪府柏原市にある神社。式内社で、旧社格は村社。地元では「白坂神社（しらさかじんじゃ）」と通称され、地図や看板でもそのように表記されている。

## 祭神
宿奈彦根命・高皇産霊命・級戸辺命を主祭神とする。『神社覈録』や『特選神名牒』では「祭神不詳」となっている。

## 歴史
創建の由緒は不詳である。近くにある天湯川田神社（柏原市高井田89）とともに、当地を拠点としていた鳥取連が祖神を祀ったものとみられる。『先代旧事本紀』「天神本紀」では少彦根命を鳥取連の祖神としている。弘仁式の時から官社となっており、延喜式神名帳に「河内国大県郡 宿奈川田神社」と記載され、小社に列している。
中世には「白坂大明神」と称していた。一説には、現在二宮神社（柏原市安堂町19-9。大正時代に2社を合祀して現在地に遷座）のある地が「字白坂」であることから、元の宿奈川田神社の鎮座地であるという。そのため、二宮神社も式内・宿奈川田神社の論社とされているが、二宮神社では式内社とは称していない。
明治5年（1872年）に村社に列格し、白坂明神から現社名に改称した。

## 境内

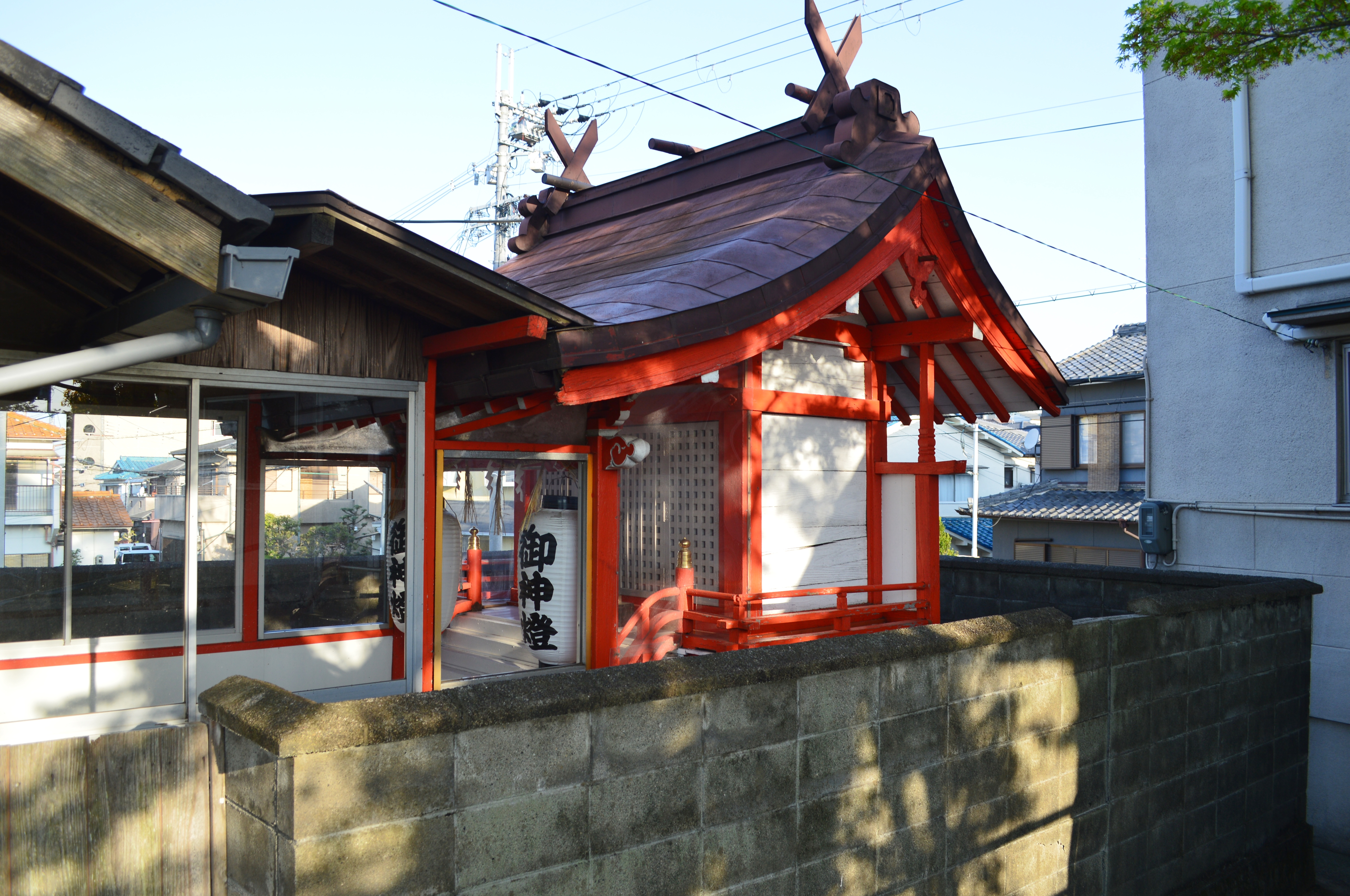
本殿
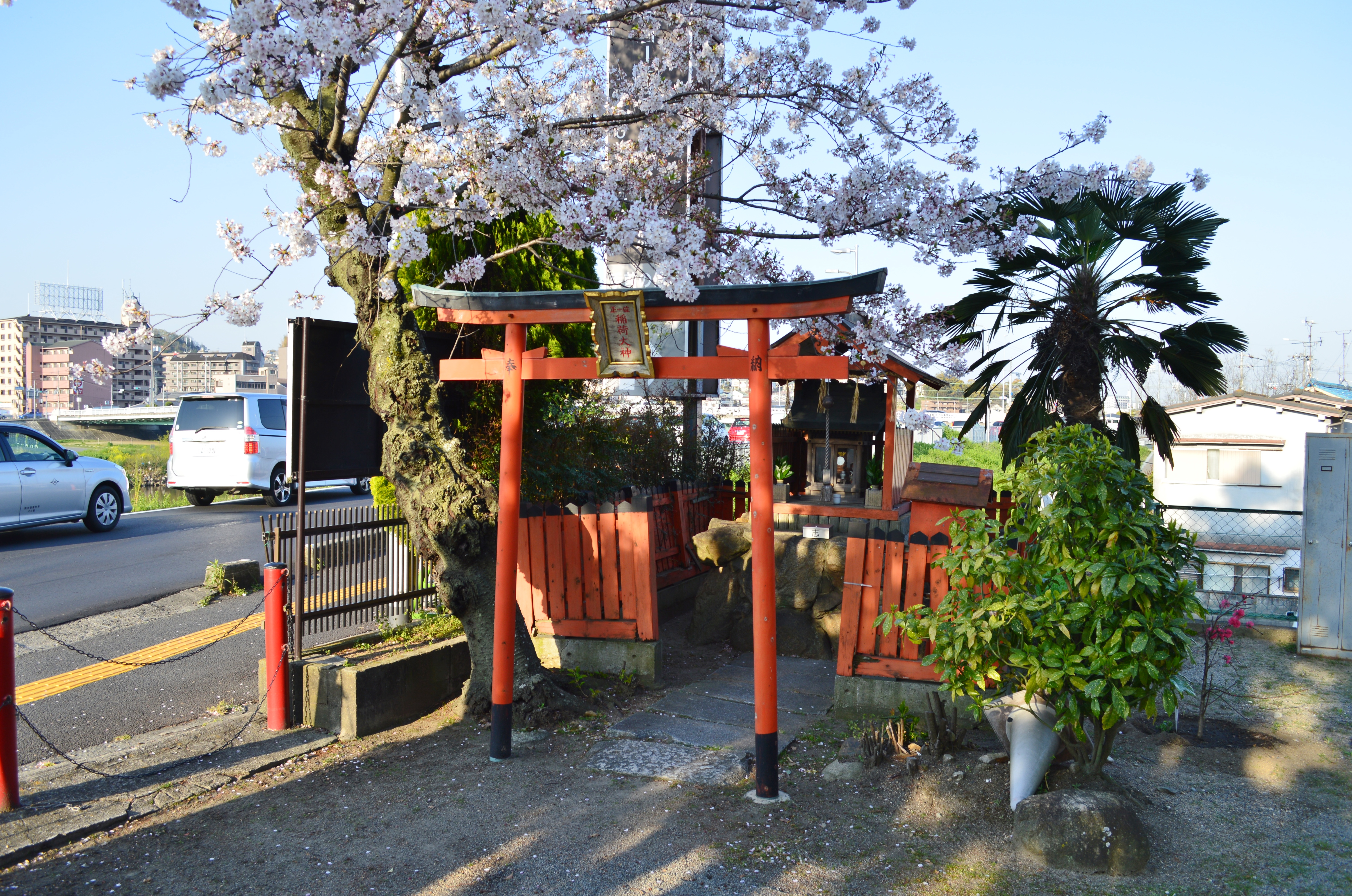
末社

## 交通アクセス
- JR西日本 大和路線 高井田駅（徒歩すぐ）